# Come Home Gary Glitter
Come Home Gary Glitter es una película del género documental de 2006, dirigida por Jamie Campbell y Joel Wilson, que también estuvieron a cargo del guion, el elenco está compuesto por Jamie Campbell, Jason Barber, Jackie Chan y Tessa Dahl, entre otros. El filme fue realizado por British Broadcasting Corporation (BBC), se estrenó el 19 de febrero de 2006.

## Sinopsis
Dos investigadores buscan información acerca de los graves delitos que cometió la reconocida figura del pop, Gary Glitter.